# Сычево (Устюженский район)
Сычево — деревня в Устюженском районе Вологодской области.
Входит в состав Никольского сельского поселения, с точки зрения административно-территориального деления — в Никольский сельсовет.
Расстояние по автодороге до районного центра Устюжны — 42 км, до центра муниципального образования деревни Никола — 6 км. Ближайшие населённые пункты — Излядеево, Новое Иванцево, Павловское. Деревня Сычево — самый южный населённый пункт Вологодской области.
Население по данным переписи 2002 года — 71 человек (26 мужчин, 45 женщин). Преобладающая национальность — русские (97 %).
В деревне расположен памятник архитектуры усадьба помещика Ушакова.